# Zhang Jie (Gewichtheber)
Zhang Jie (* 26. August 1987 in Fuzhou, Provinz Fujian, China) ist ein chinesischer Gewichtheber. Er wurde 2010 Weltmeister im Stoßen im Federgewicht und Vize-Weltmeister im Zweikampf.

## Werdegang
Wie die meisten der chinesischen Weltklasse-Gewichtheber wurde auch Zhang Jie im jugendlichen Alter bei einer Talentsucheaktion an seiner Schule in seiner Heimatstadt Fuzhou entdeckt. Durch gezieltes Training erreichte er mit 16 Jahren solch gute Leistungen, dass er in den erweiterten Kader der chinesischen Gewichtheber-Nationalmannschaft aufgenommen wurde. Mit 18 Jahren wurde er bei der Asien-Meisterschaft der Männer in Dubai im Federgewicht eingesetzt und gewann dort mit 295 kg (132–163) im Zweikampf auf Anhieb den Meistertitel vor seinem Landsmann Li Chunseng, der 288 kg erreichte.
2007 wurde Zhang Jie in Prag Junioren-Weltmeister im Federgewicht mit erzielten 306 kg (136–170) vor Liu Xin, China, 305 kg (137–168) und dem Indonesier Triyatno, der auf 300 kg kam. Im Monat April des Jahres 2008 erzielte er dann bei der Asien-Meisterschaft in Kanazawa/Japan mit 326 kg (147–179) einen neuen Zweikampf-Weltrekord im Federgewicht und gewann damit erneut den Asienmeistertitel vor dem Indonesier Eko Yuli Irawan, 305 kg und Umurbek Basarbajew aus Turkmenistan, der auf 296 kg (136–160) kam. Überraschenderweise wurde er dann aber nicht bei den Olympischen Spielen in Peking eingesetzt.
Im Jahre 2009 patzte Zhang Jie bei den chinesischen Meisterschaften. Nach 142 kg im Reißen brachte er im Stoßen keinen gültigen Versuch zustande und konnte sich deshalb ohne Zweikampfleistung bei dieser Meisterschaft nicht platzieren. Die Folge davon war, dass er 2009 bei keiner internationalen Meisterschaft eingesetzt wurde. Im Jahre 2010 gewann er dann den chinesischen Meistertitel im Federgewicht und kam mit einer Zweikampfleistung von 324 kg (146–178) nahe an seinen Weltrekord heran. Er ließ dabei Qin Yifu, 318 kg (139–179) und Yu Tao, 317 kg (142–175) hinter sich. Bei der Weltmeisterschaft dieses Jahres in Antalya schaffte er diese Leistung nicht und wurde mit einer Zweikampfleistung von 315 kg (141–174) hinter dem Nordkoreaner Kim Un-guk, der  320 kg (147–173) erzielte nur auf den 2. Platz. Ausschlaggebend dafür war, dass er im Reißen nur einen gültigen Versuch zustande brachte. Im Stoßen gewann er den Weltmeistertitel mit 174 kg vor dem Nordkoreaner. Bei den im November 2010 stattfinden Asien-Meisterschaften in Guangzhou gelang es ihm dann, sich zu revanchieren. Er gewann dort mit 321 kg (145–176) seinen dritten Asienmeistertitel vor Kim Un-guk, der auf 317 kg (147–170) kam.
Im April 2011 siegte Zhang Jie dann in Tongling/China erneut bei den Asien-Meisterschaften und hob dabei eine Zweikampfleistung von 317 kg (147–170), mit denen er vor den beiden Nordkoreanern Kim Un-guk, 306 kg (140–166) und Cha Kum Chol, 298 kg (131–167) siegte.

## Internationale Erfolge
| Jahr | Platz | Wettbewerb                       | Gewichtsklasse | Ergebnis |
| 2005 | 1.    | Asien-Meisterschaft in Dubai     | Feder          | mit 295 kg (132–163) vor Li Chunseng, China, 288 kg (124–164) und Yang Sheng Hsiung, Taiwan, 271 kg (115–156)                 |
| 2007 | 1.    | Junioren-WM in Prag              | Feder          | mit 306 kg (136–170) vor Liu Xin, China, 305 kg (137–168) und A. Triyatno, Indonesien, 300 kg (136–164)                       |
| 2008 | 1.    | Asien-Meisterschaft in Kanazawa  | Feder          | mit 326 kg (147–179) vor Eko Yuli Irawan, Indonesien, 305 kg (135–170) und Umurbek Basarbajew, Turkmenistan, 296 kg (136–160) |
| 2010 | 2.    | WM in Antalya                    | Feder          | mit 315 kg (141–174) hinter Kim Un-guk, Nordkorea, 320 kg (147–173), vor Erol Bilgin, Türkei, 314 kg (138–171)                |
| 2010 | 1.    | Asien-Meisterschaft in Guangzhou | Feder          | mit 321 kg (145–176) vor Kim Un-guk, 317 kg (147–170) und Eko Yuli Irawan, Indonesien, 311 kg (141–170)                       |
| 2011 | 2.    | IWF Grand-Prix in Fujian         | Leicht         | mit 320 kg (145–175) hinter Lin Qingfeng, China, 335 kg (150–185), vor Mohamed Abd el Tawwab, Ägypten, 310 kg (140–170)       |
| 2011 | 1.    | Asien-Meisterschaft in Tongling  | Feder          | mit 317 kg (147–170) vor Kim Un-guk, 306 kg (140–166) und Cha Kum Chol, beide Nordkorea, 298 kg (131–167)                     |

## Erfolge in den Einzeldisziplinen (WM)
- 2010, 1. Platz bei der Weltmeisterschaft im Stoßen mit 174 kg

## Chinesische Meisterschaften
(soweit bekannt)
| Jahr | Platz | Gewichtsklasse | Ergebnis                                                                         |
| 2009 | unpl. | Feder          | nach 142 kg im Reißen und drei ungültigen Versuchen im Stoßen                    |
| 2010 | 1.    | Feder          | mit 324 kg (146–178) vor Qin Yifu, 318 kg (139–179) und Yu Tao, 317 kg (142–175) |

## Erläuterungen
- Federgewicht = Gewichtsklasse bis 62 kg Körpergewicht
- WM = Weltmeisterschaft
- alle Wettkämpfe im Zweikampf, bestehend aus Reißen und Stoßen